# Туяляс
Туяля́с (рос. Туяляс, башк. Төйәләҫ) — село (в минулому смт) у складі Башкортостану, Росія. Входить до складу Сібайського міського округу.
Населення — 1075 осіб (2010, 1062 у 2002).
У період 1998-2004 років село мало статус селища міського типу. У радянські часи тут існував сільський населений пункт Худолаз.